# 1897

## أحداث
- تأسيس مدينة فرانسيس وتقع حاليا في بوتسوانا.
- تأسيس مدينة موتاري وتقع حاليا في زيمبابوي.
- تأسيس مدينة أسمرة وتقع حاليا في إريتريا.
- تأسيس مدينة ناغانو، ناغانو وتقع حاليا في اليابان.
- وقوع الحرب العثمانية اليونانية بداية من 17 أبريل 1897 إلى 20 مايو 1897.
- انعقاد المؤتمر الصهيوني الأول في بازل سويسرا.

## مواليد
- الملا سالم الحسينان
- أبو العلا عفيفي
- أحمد الصافي النجفي
- المختار بن حامدُنْ
- أدرينه توماس
- أدولفو بالونشييري
- أنطوني إيدن
- أود هاسل
- إيرين جوليو-كوري
- إيميل ليون بوست
- الحاج محمد
- الشيخ العفريت
- ايفان كونيف
- بافو نورمي
- بدر الدين الحامد
- بين هارداواي
- تيدوس رايخشتاين
- ثيو ماكيبين
- جورج باطاي
- جورج فيتيغ
- جون إندرز
- جون كوكروفت
- جيمي روجرز (مغني ريفي)
- عبد الله العثمان
- رونالد نوريش
- سيب هيربرجر
- سيريل هنشلوود
- غلوب باشا
- فالديمار أوجوستيني
- فرانز فون بابن
- كورت هيلد
- لودفيغ إيرهارت
- ليستر بولز بيرسون
- محمد طاهر الدباغ
- محمود الماطري
- محمود سعيد (فنان تشكيلي)
- محيى الدين بشطارزي
- ميلت فرانكلين
- نديم الجسر
- نجيب الأرمنازي
- نيل ريتشي
- هاسو فون مانتويفل
- وليم سليم حنا
- ويليام فوكنر
- يوسف صالح الحميضي

### يناير
- * 24 يناير - فكري ياسين، أديب وعالم مصري.

### أبريل
- 10 أبريل - إريك نايت، كاتب أدب أطفال إنجليزي.

### يونيو
- 1 يونيو - يانغ تشونغ جيان، إحاثي صيني.

### يوليو
- 24 يوليو - أميليا إيرهارت، طيارة أمريكية.

### أكتوبر
- 20 أكتوبر - كامل كيلاني، كاتب وأديب مصري، رائد أدب الطفل في العالم العربي.
- 29 أكتوبر - جوزيف غوبلز، وزير الدعاية السياسية في عهد ادولف هتلر.

## وفيات
- ألفونس دوديه
- إبراهيم الزهيري
- جمال الدين الأفغاني
- جيرالد دي غاوري
- كارل ويرستراس
- محمد بن أبي القاسم الهاملي
- محمد كامل الطرابلسي
- يوهانس برامس
- عباس الزيوري